# Dharmamitra
Dharmamitra (cinese: 曇摩蜜多, Tánmómìduō, anche 法秀, Fǎxiù; giapponese:  Tanmamitta anche Hōsu; coreano: 담마밀다 Tammamilda; vietnamita: Đàm ma mật đa; 356 – 442) è stato un monaco buddhista indiano kashmiro traduttore di sūtra dal sanscrito al cinese.
Giunse in Cina, attraversando il Regno di Kucha, nel 424, stabilendosi prima a Shǔ (oggi nel Sichuan) e quindi a Jankiang (Nanchino). In età avanzata si recò nel monastero di Dinglin (定林) sul monte Zhong (鍾山) dove morì.
Gli vengono attribuite le traduzioni dei seguenti sūtra :
- Ākāśagarbhasūtra (虛空藏菩薩神咒經, Xūkōng zàng púsà shénzhòu jīng, T.D. 407);
- Sutra della Meditazione del Bodhisattva Samantabhadra (觀普賢菩薩行法經, Guān Pǔxián púsà xíngfǎ jīng, T.D. 277);
- Strīvivartavyākaraṇasūtra (轉女身經, Zhuǎn nǚ shēn jīng, T.D. 564).